# Plateozaur
Plateozaur (Plateosaurus) – rodzaj późnotriasowego dinozaura należącego do prozauropodów z rodziny plateozaurów (Plateosauridae). Nazwa rodzajowa Plateosaurus oznacza „płaski jaszczur”.

## Morfologia
Plateozaur był prawdopodobnie największym dinozaurem swoich czasów. Osiągał od około 6 do około 10 m długości. Ważył około 4 t.

## Historia

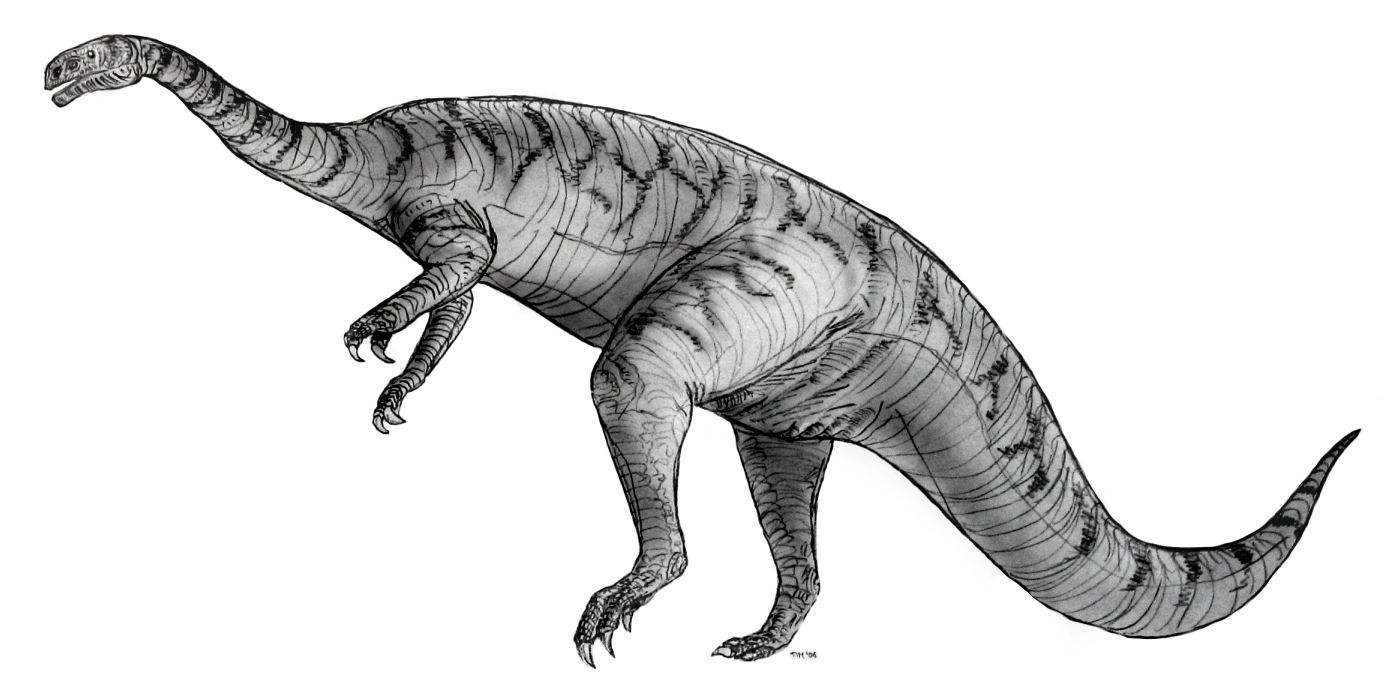
Plateozaur według Tima Bekaerta

W 1834 lekarz Johann Friedrich Engelhardt odkrył kilka kręgów i kości nóg w Heroldsberg niedaleko Norymbergi. Trzy lata później paleontolog Christian Erich Hermann von Meyer uznał je za typowe znalezisko nowego rodzaju, któremu nadał nazwę Plateosaurus. Nazwa pochodzi od starożytnych greckich słów πλατυς/platys - "szeroki" lub "płaski" albo też πλατη/platé - "płaska powierzchnia" oraz σαυρος/sauros - "jaszczur". Odnosi się on do płaskich kości gada. Drugi jej człon w przypadku gatunku typowego honoruje odkrywcę.
Pomiędzy drugą i czwartą dekadą XX wieku wykopaliska w glinie w Saksonii-Anhalt ujawniły pomiędzy 39 a 50 szkieletów należących do takich rodzajów, jak plateozaur, liliensztern i haltikozaur. Część materiału przypisano gatunkowi P. longiceps, opisanemu przez paleontologa Otto Jaekela w 1914. W tym samym czasie pokłady z Trossingen ujawniły szczątki plateozaura. Większość z nich zaliczono do gatunków dziś uznawanych za wątpliwe lub niepewne.
W 1997 pracownicy platformy wiertniczej pola naftowego Snorre położonego na północnym krańcu Morza Północnego wiercili w piaskowcu w poszukiwaniu ropy, gdy napotkali długi skalny cylinder 2256 metrów pod poziomem morza. Zawierał on skamieniałości uznane za szczątki roślin. W 2003 znalezisko wysłano na badania Jørnowi Hurumowi, paleontologowi z Uniwersytetu w Oslo. Po konsultacjach ze specjalistami z Uniwersytetu w Bonn dzięki badaniom mikroskopowym ustalono, że skała zawiera zachowaną tkankę kostną włóknistą ze skruszonej części dłoni, którą przypisano plateozaurowi. Jest to pierwszy dinozaur znaleziony w Norewegii, a zarazem najgłębiej na świecie.
W sierpniu 2007 dzięki paleontologowi amatorowi światło dzienne ujrzało cmentarzysko dinozaurów w okolicy szwajcarskiego Frick. Liczyło ono około 300 kości, w tym należące do dwóch osobników plateozaurów. Martin Sander, paleontolog z Uniwersytetu w Bonn, stwierdził, że obszar ten może rozciągać się na 1,5 kilometra, co czyniłoby z niego największe takie miejsce w Europie. Ocenia się też, że jeden dinozaur występuje w nim na 100 metrów kwadratowych.

## Klasyfikacja

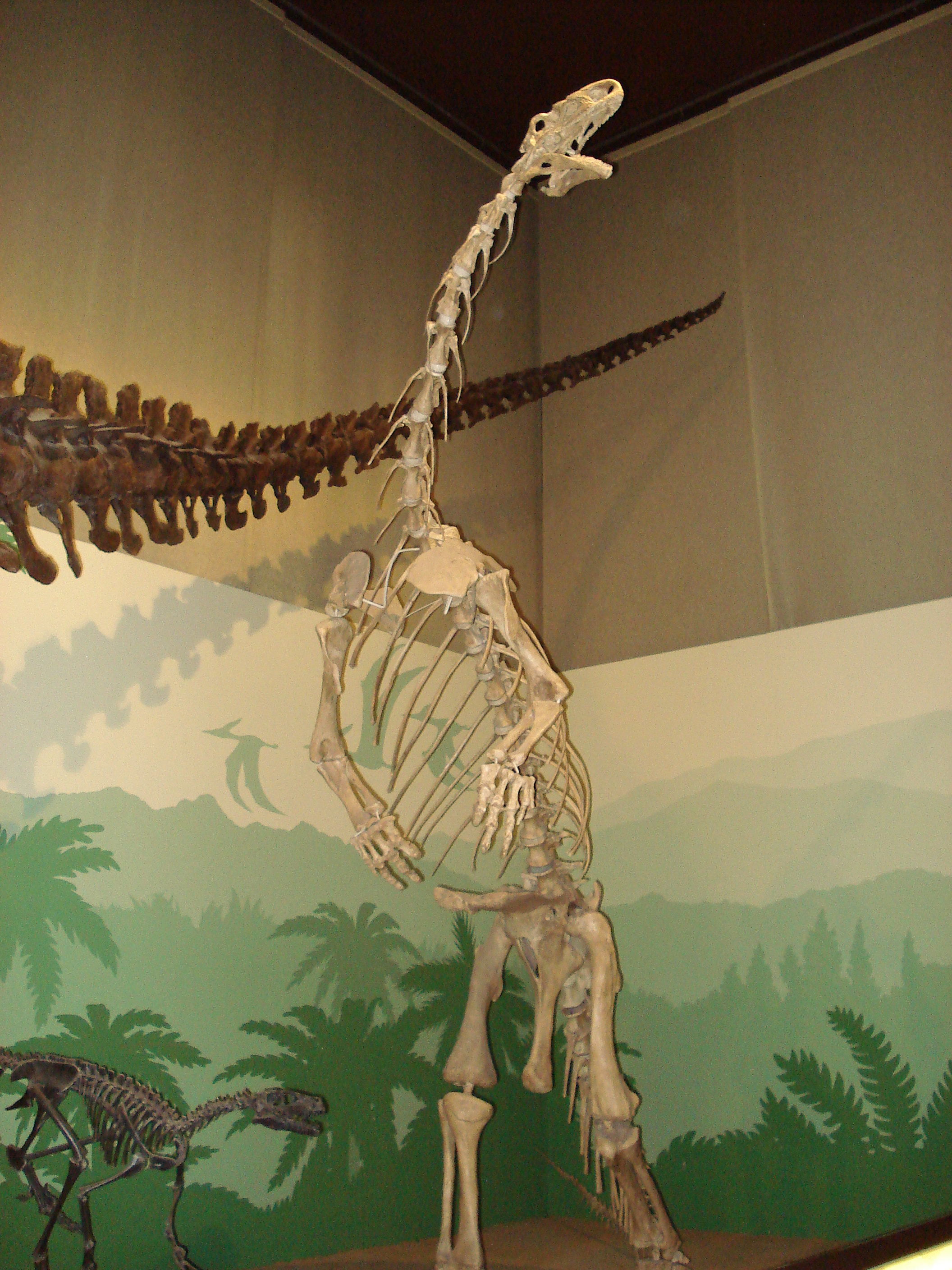
Plateosaurus engelhardti, zmontowany odlew szkieletu

Plateosaurus to pierwszy odkryty prozauropod, a więc i typowy rodzaj w rodzinie plateozaurów, której użyczył nazwy. Jednakże na początku swej historii, kiedy znano go jeszcze bardzo słabo, zaliczono go tylko do Sauria. Wedle ówczesnej wiedzy mógł należeć do wszelkich grup gadów. W 1845 von Meyer ukuł nieużywany obecnie termin Pachypodes dla grupy łączącej plateozaura, iguanodonta, megalozaura i hileozaura. Jednakże istniał już termin Dinosauria, technicznie o takim samym znaczeniu. Nazwę rodziny Plateosauridae zaproponował Othniel Charles Marsh w 1895, umieszczjąc ją wśród teropodów. Lata później Huene przeniósł ją do prozauropodów, co zaakceptowała większość autorów. Przez długi czas obejmowała ona jedynie plateozaura, ale niedawno dopisano do niej dwa nowe rodzaje: sellozaura i prawdopodobnie unajzaura.

## Gatunki

### Pewne i przeniesione
Spośród licznych gatunków umieszczonych w obrębie rodzaju jako pewne ostały się jedynie dwa. P. engelhardti, gatunek typowy, znany jest z co najmniej dziesięciu czaszek i ponad setki fragmentarycznych lub kompletnych szkieletów pochodzących głównie z Bawarii w Niemczech. Drugi, lepiej znany, to P. longiceps. Wiedza na jego temat opiera się o trzy z pięćdzisięciu znalezisk z niemieckiego Knollenmergel. Różni się on od wcześniej wymienionego dłuższymi pyskiem i kończynami, a także lżejszą budową ciała. Trzeciemu gatunkowi o nazwie P. gracilis (łac. gracilis - smukły) brakuje cech plateozaura i przeniesiono go zatem do odrębnego rodzaju Sellosaurus. Kolejne gatunki, jak P. trossingensis, P. fraasianus i P. integer, uznano za synonimy P. longiceps.

### Niepewne
Kilka gatunków omawianego rodzaju uznaje się za nomina nuda lub nomina dubia z powodu fragmentarycznego materiału i kiepskiego zachowania. Na przykład P. erlenbergiensis jest trudny do identyfikowania, ponieważ holotypowi brakuje kości krzyżowej, biodrowej i proksymalnej części kości łonowej, które są ważne w porównaniach z lepiej znanymi gatunkami

## Występowanie

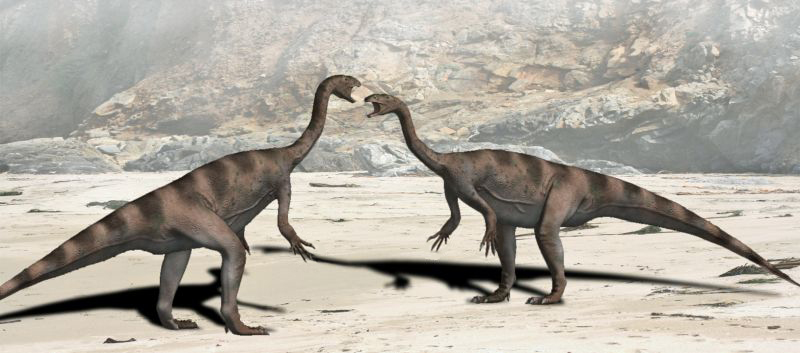
Rekonstrukcja plateozaurów

Plateozaur był najbardziej znanym z prozauropodów, a jego szczątki należą do najczęstszych wśród dinozaurów. Ponad sto znalezisk i mnóstwo dobrze zachowanych szkieletów wydobyto z ponad pięćdziesięciu miejsc z triasowych piaskowców w zachodniej Europie. O ile P. engelhardti znajdowany był tylko w Niemczech, P. longiceps oprócz tego kraju także we Francji, w Szwajcarii, a nawet na Grenlandii. Zaproponowano co prawda, że grenlandzkie znaleziska z formacji Fleming Fjord należą do tego pierwszego, jednak później materiał został ponownie przestudiowany i zaliczony do gatunku P. longiceps.

## Paleoekologia
Znalezione w niektórych miejscach grupy szkieletów różnych osobników wskazują, że stada plateozaurów przemierzały wspólnie suche pustynne tereny Europy, szukając pożywienia i dogodnych warunków życia. Obok nich żył podobny prozauropod sellozaur, średniej wielkości teropody liliensztern i haltikozaur oraz maleńki prokompsognat, a spośród innych zwierząt jeden z najwcześniejszych znanych żółwi Proganochelys, temnospondyle, aetozaury, prymitywne ssaki, pterozaury, sfenodonty i ryby.
Istnieje jeszcze drugie wyjaśnienie spoczywających razem szkieletów. Mówi ono, że samotne osobniki zamieszkiwały suche, wysoko położone tereny, a po śmierci ich ciała zmiotła i zebrała razem fala okresowej powodzi, typowa dla dzisiejszych  pustynnych środowisk.

## Paleobiologia
Plateosaurus był tajemniczym stworzeniem do przeszłego stulecia, dysponowano bardzo skąpym materiałem i niewieloma szczegółowymi badaniami. Jednak wraz z upływem czasu nowe odkrycia dały badaczom więcej informacji na temat lokomocji, odżywiania się i metabolizmu tego zwierzęcia.

### Pożywienie
Prozauropody, jak Plateosaurus, mogła cechować roślinożerność lub wszystkożerność. W latach osiemdziesiątych XX wieku debatowano nad ich mięsożernością. Hipotezę taką jednakże odrzucono, a obecne prace wspominają tylko roślino- lub wszystkożerny tryb życia. Galton i Upchurch w 2004 odkryli, że pewne cechy czaszki spotykane u większości prozauropodów, jak budowa stawu żuchwowego, czynią ją bardziej podobną do czaszek roślinożernych gadów. Kształt korony zęba przywodzi na myśl ten obserwowany u dzisiejszych roślino- bądź wszystkożernych legwanów. Jej maksymalna długość przewyższa długość korzenia, wobec czego pojawia się tnąca krawędź, jak u gadzich u roślino- i wszystkożerców. Barrett (2000) zaproponował, że prozauropody uzupełniały swą roślinną dietę małą zdobyczą lub padliną.

### Poruszanie się
Jak u innych prozauropodów, przednie kończyny plateozaura nie dorównywały rozmiarami tylnym. Kończył się wyraźnie odgraniczonymi palcami i zaostrzonym kciukiem. Zwierzę tradycyjnie przedstawia się jako czworonożne, ale badania anatomiczne przednich łap z 2007 roku wykazały, że ich zakres ruchów uniemożliwiał efektywny zwyczajowy czworonożny chód. Jak teropody, Plateosaurus i inne spokrewnione z nim prozauropody nie były zdolne do ustawienia powierzchni dłoniowej ręki od dołu. Wobec czego ich kończyny przednie nie podpierały ciała podczas stania czy chodu. Badania wykluczyły też z uwagi na ograniczoną zdolność zwierzęcia do pronacji możliwość opierania się na kościach w sposób, w jaki czynią to dziś goryle, a także inne podobne formy poruszania się. Wobec tego, mimo że masa sugeruje czworonożność, dinozaur ograniczał się w lokomocji do stąpania na tylnych nogach. Przednich używał do zdobywania pożywienia z drzew, do chwytania i do obrony.

### Metabolizm
Obecne analizy  pozostałości tego rodzaju wykazują znaczne zróżnicowanie wielkości osobników.